# هنری هاب

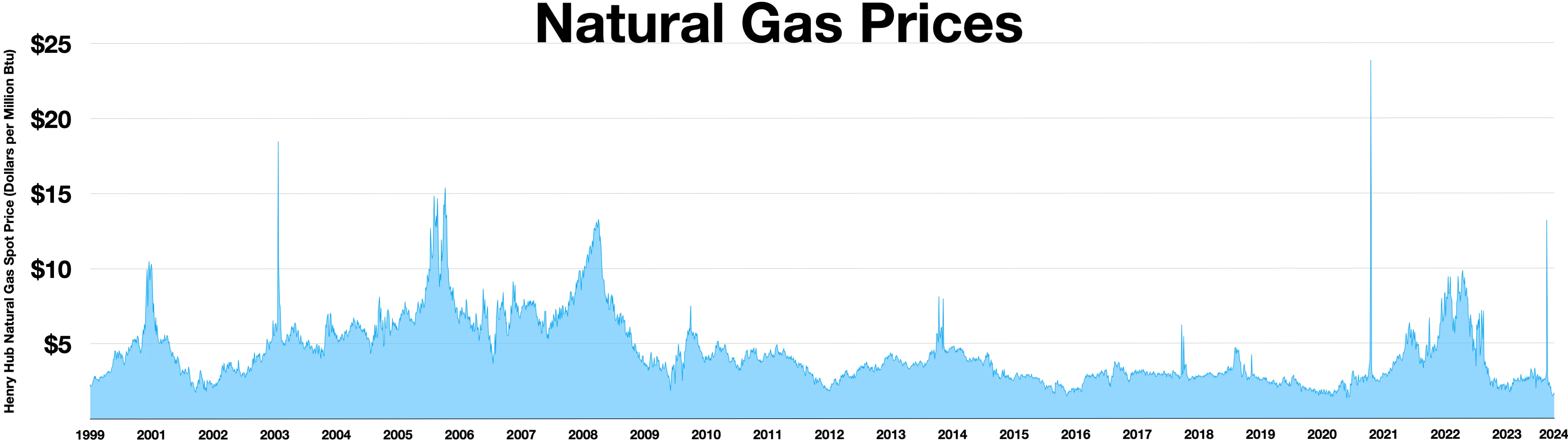
قیمت گاز طبیعی

هنری هاب یک مرکز توزیع در سامانه خط لوله گاز طبیعی در ایراث، لوئیزیانا است که متعلق به ال‌ال‌سی خط لوله سبین، یک شرکت تابعه اِنلینگ میداِستریم پارتنر ال‌پی است که دارایی را از شرکت شورون در سال ۲۰۱۴ خریداری کرد. به دلیل اهمیت آن، نام خود را به نقطه قیمت گذاری قراردادهای آتی گاز طبیعی که در بورس کالای نیویورک (NYMEX) و پایاپای‌های فرابورس معامله‌شده در بورس بین‌قاره‌ای (ICE) معامله می‌شود، می‌دهد.
این خط لوله با ۹ خط لوله بین ایالتی و چهار خط لوله بین ایالتی میان‌هابند (به انگلیسی: interconnect) می‌شود: آکادیان، انتقال خلیج کلمبیا، خط لوله خلیج جنوبی، بریج‌لاین، ان‌جیی‌پی‌ال، سِی رابین، خط لوله طبیعی جنوبی، انتقال گاز تگزاس، خط لوله بین قاره ای، خط لوله ترانکلاین، جفرسون ایسلند، و سابین. دو ایستگاه کمپرسور می‌توانند ۵۲۰۰۰۰ دکاترم در روز (۶٫۳ گیگاوات) را فشرده‌کنند. ظرفیت حمل و نقل ۱٫۸ میلیارد فوت‌مکعب در روز (bcf) (590 m³/s) (۲۰٫۴ گیگاوات) است.
قیمت‌های نقدی و آتی گاز طبیعی تعیین‌شده در هاب هنری به دلار آمریکا به ازای هر میلیون واحد گرمایی بریتانیا تعیین می‌شود و عموماً به‌عنوان قیمت اولیه تعیین‌شده برای بازار گاز طبیعی آمریکای شمالی دیده می‌شود. قیمت‌های کنترل‌نشده سَرچاه در آمریکای شمالی با قیمت‌های تعیین‌شده در هنری هاب ارتباط نزدیکی دارد.